# Lars Korvald
Lars Korvald (Mjøndalen, 29 de abril de 1916 – Mjøndalen, 4 de julho de 2006) foi um político do Partido Democrata Cristão da Noruega. Atuou como primeiro-ministro de seu país entre 1972 e 1973.
Lars Korvald assumiu o governo depois da renúncia de Trygve Bratteli, causada pelos mais de 53% de votos contrários no referendo sobre a adesão da Noruega à Comunidade Econômica Europeia.